# Rita Moreno
Rita Moreno (Humacao, 11 de dezembro de 1931) é uma  atriz, cantora e dançarina porto-riquenha. Sua carreira se estende por mais de oito décadas; seu notável trabalho como atriz inclui papéis nos filmes musicais Cantando na Chuva (1952), O Rei e Eu (1956) e Amor, Sublime Amor (1961), que lhe rendeu um Oscar de Melhor Atriz Coadjuvante, tornando-se a primeira mulher latino-americana a ganhar um Oscar. Seus outros trabalhos no cinema incluem Popi (1969), Ânsia de Amar (1971), As Quatro Estações do Ano (1981), Assim Te Quero Meu Amor (1994), O Outro Lado de Beverly Hills (1998), West Side Story (2021) e Fast X (2023).
Na televisão, Moreno atuou de 1971 a 1977 na série infantil The Electric Company, teve papel regular na série Oz da HBO (1997-2003) e integrou o elenco principal da sitcom One Day at a Time (2017-2020). Ela também deu voz à personagem Carmen Sandiego em Em que lugar da Terra está Carmen Sandiego? de 1994 a 1999. No teatro, é mais conhecida por seu papel como Googie Gomez em The Ritz.
Ela é uma das poucas artistas a ganhar os quatro maiores prêmios do entretenimento americano: o Emmy, o Grammy, o Oscar e o Tony Award (EGOT). Também é uma das 23 pessoas que alcançaram o que é chamado de Tríplice Coroa da Atuação; sendo ela e Helen Hayes as únicas duas atrizes que alcançaram ambas as distinções com prêmios competitivos. Ela também recebeu uma estrela na Calçada da Fama em 1995, a Medalha Presidencial da Liberdade em 2004, um Prêmio Kennedy Center Honors Lifetime Artistic Achievement em 2015, e um Prêmio Peabody em 2019. Foi eleita uma das "100 mulheres mais inspiradoras e influentes do mundo em 2022" pela BBC.

## Biografia

### Infância
Moreno nasceu como Rosita Dolores Alverío em 11 de dezembro de 1931, em Humacao, Puerto Rico. Filha de Rosa María (1912-1999), uma costureira, e Francisco José "Paco" Alverío, um fazendeiro. Ela foi apelidada de "Rosita" e criada nas proximidades de Juncos. Se mudou para Nova Iorque com sua mãe quando tinha cinco anos de idade; Seu irmão mais novo, Francisco, foi criado pelo pai, que o afastou das duas. Rita não o veria novamente até 2021. Moreno adotou o sobrenome de seu primeiro padrasto, Edward Moreno, o segundo marido de Rosa Maria. Ela passou a adolescência morando no subúrbio de Valley Stream, em Long Island, Nova York.
Ela teve suas primeiras aulas de dança logo após chegar a Nova York com um dançarino espanhol conhecido como "Paco Cansino", que era tio paterno da estrela de cinema Rita Hayworth.

### 1945–1959: Inicio da Carreira
Aos onze, se iniciou profissionalmente como dubladora de filmes estadunidenses em espanhol. Aos treze estreou nos palcos da Broadway como Angelina em Skydrift. Seu papel na peça chamou a atenção de caça-talentos de Hollywood, e logo ela começou a fazer testes para filmes, fazendo sua esteia no cinema em 1950, no filme So Young So Bad. Moreno e sua mãe se mudaram para uma casa de campo em Culver City, a uma curta distância da MGM, e Rita atuou em várias produções do estúdio ao longo da década de 1950, geralmente em pequenos papéis. Em 1952, ela atuou no filme de comédia musical, Singin' in the Rain, onde ela interpretou a estrela do cinema mudo Zelda Zanders. Ela revelou ter conseguido o papel por causa de Gene Kelly, que a queria no filme.
Em março de 1954, Rita foi destaque na capa da revista Life com a legenda "Rita Moreno: An Actress's Catalog of Sex and Innocence". Seu primeiro papel de destaque foi em The King and I, onde ela interpretou Tuptim, uma escrava trazida da Birmânia para ser uma das esposas juniores do rei. Em 1958, Moreno fez sua estreia na televisão, no seriado Father Knows Best.

### 1960–1969: Sucesso comWest Side Story
Em 1961, Rita conseguiu o papel de Anita (interpretada por Chita Rivera na Broadway) na adaptação cinematográfica do inovador musical da Broadway West Side Story, de Leonard Bernstein e Stephen Sondheim. O filme foi um sucesso comercial e crítico, ganhando dez Oscars, incluindo o de Melhor Atriz Coadjuvante para Rita, que foi aclamada por sua atuação. No mesmo ano, ela  teve um papel de destaque em Summer and Smoke.
Depois de ganhar o Oscar, Moreno pensou que seria capaz de continuar a desempenhar papéis menos estereotipados, o que não aconteceu. Após o longa Cry of Battle, de 1963, ela fez uma pausa carreira, durante esse tempo ela se casou e teve uma filha. 
Ela fez seu retorno ao cinema em 1968, em The Night of the Following Day, ao lado de seu ex namorado Marlon Brando, e seguiu com Popi (1969) e Marlowe (1969). Ela também retornou aos palco da Broadway com Last of the Red Hot Lovers (1969). 

### 1970–1989: Consagração
Em 1970, Rita estrelou o musical da Broadway Gantry. Em 1971, ela teve um papel de destaque no filme Carnal Knowledge, onde interpretou uma prostituta chamada Louise, com quem Jack Nicholson joga cartas. O filme foi um sucesso de crítica. De 1971 a 1977, ela atuou no programa infantil da PBS The Electric Company, onde interpretava três personagens. Em 1975, ela recebeu um Tony Award de Melhor Atriz Coadjuvante em Musical, por seu desempenho na peça The Ritz de Terrence McNally.  
Em 1977, ela participou de alguns episódios do programa The Muppet Show, que lhe rendeu um Emmy Award de Melhor Performance Individual em um Programa de Variedades ou Musical; Como resultado, ela se tornou a terceira artista (depois de Richard Rodgers e Helen Hayes) a conseguir um EGOT, o que significa que ela ganhou os principais prêmios da indústria, um Oscar (1962), um Grammy (1972), um Tony (1975) e um Emmy (1977). Ela ainda ganhou outro prêmio Emmy em 1978, desta vez o de Melhor Atriz Convidada em Série Dramática, por sua interpretação de uma ex garota de programa chamada Rita Kapcovic, em um arco de três episódios na série The Rockford Files. 
Em 1980, Rita estrelou como Lucille no filme de comédia dramática, Happy Birthday, Gemini, ao lado de Madeline Kahn, e esteve no filme The Four Seasons (1981), que foi um sucesso financeiro e crítico. De 1982 a 1983, ela estrelou três temporadas da série 9 to 5, uma sitcom baseada no filme de sucesso, onde ela interpretou Violet Newstead (que no filme foi interpretada por Lily Tomlin). Rita fez inúmeras aparições em séries de televisão durante a década de 1980, incluindo The Love Boat, The Cosby Show, The Golden Girls e Miami Vice.

### 1990–1999: Projetos na Televisão
Em 1993, Moreno se apresentou na posse do presidente Bill Clinton e, mais tarde naquele mês, foi convidado para se apresentar na Casa Branca. De 1994 a 1999, Rita deu voz a personagem Carmen Sandiego na série animada da Fox Where on Earth Is Carmen Sandiego?. Em julho de 1995, ela recebeu uma estrela na Calçada da Fama de Hollywood.
Em 1997, ela começou a interpretar a Irmã Pete, uma freira treinada como psicóloga na polemica série da HBO Oz, pela qual ganhou vários prêmios ALMA. Ela também fez uma aparição especial em The Nanny, como a treinadora Stone, uma tirânica professora de ginástica de Maggie, de quem Fran também se lembrava de seu tempo de escola como a Sra. Wickavich.

### Décadas de 2000 e 2010
Entre 2007 e 2008, a atriz fez parte do elenco fixo da série Cane. Desde 2017, integra o elenco principal da série One Day at a Time.

## Vida Pessoal
De 1954 a 1962, Moreno teve um relacionamento intermitente com Marlon Brando. Ela revelou em seu livro de memórias que engravidou de Brando e ele providenciou um aborto. O aborto foi malfeito, ela foi para casa e sangrou enquanto o feto morria dentro dela e ela teve que ser levada às pressas para o hospital para removê-lo cirurgicamente. Logo depois, Brando se apaixonou por sua co-estrela em Mutiny on the Bounty, mas voltou para ela; Moreno tentou suicídio por overdose usando as pílulas para dormir de Brando.
Em 1965, Moreno se casou com o cardiologista e clínico geral Leonard Gordon, que se tornou seu empresário depois que ele se aposentou da medicina. Em 1995, eles se mudaram para Berkeley, Califórnia, onde viveram juntos até sua morte em 2010. Rita e Gordon têm uma filha, Fernanda Gordon Fisher, e dois netos. Moreno disse que uma vez pensou em deixar o marido, mas não o fez para evitar a separação da família.

## Filmografia

### Cinema
| Ano  | Título                                 | Papel              | Notas                      |
| ---- | -------------------------------------- | ------------------ | -------------------------- |
| 1950 | So Young So Bad                        | Dolores Guererro   | como Rosita Moreno         |
| 1950 | The Toast of New Orleans               | Tina               |                            |
| 1950 | Pagan Love Song                        | Terru              |                            |
| 1952 | The Ring                               | Lucy Gomez         |                            |
| 1952 | Singin' in the Rain                    | Zelda Zanders      |                            |
| 1952 | The Fabulous Señorita                  | Manuela Rodríguez  |                            |
| 1952 | Cattle Town                            | Queli              |                            |
| 1953 | Fort Vengeance                         | Bridget Fitzgibbon |                            |
| 1953 | Latin Lovers                           | Christina          |                            |
| 1953 | El Alaméin                             | Jara               |                            |
| 1954 | Jivaro                                 | Maroa              |                            |
| 1954 | The Yellow Tomahawk                    | Honey Bear         |                            |
| 1954 | Garden of Evil                         | Cantina Singer     |                            |
| 1955 | Untamed                                | Julia              |                            |
| 1955 | Seven Cities of Gold                   | Ula                |                            |
| 1956 | The Lieutenant Wore Skirts             | Sandra Roberts     |                            |
| 1956 | The King and I                         | Tuptim             |                            |
| 1956 | The Vagabond King                      | Huguette           |                            |
| 1957 | The Deerslayer                         | Hetty Hutter       |                            |
| 1960 | This Rebel Breed                       | Lola Montalvo      |                            |
| 1961 | West Side Story                        | Anita              |                            |
| 1961 | Summer and Smoke                       | Rosa Zacharias     |                            |
| 1963 | Cry of Battle                          | Sisa               |                            |
| 1968 | The Night of the Following Day         | Vi                 |                            |
| 1969 | Popi                                   | Lupe               |                            |
| 1969 | Marlowe                                | Dolores Gonzáles   |                            |
| 1971 | Carnal Knowledge                       | Louise             |                            |
| 1976 | The Ritz                               | Googie Gomez       |                            |
| 1977 | Voodoo Passion                         |                    |                            |
| 1978 | The Boss' Son                          | Esther Rose        |                            |
| 1980 | Happy Birthday, Gemini                 | Lucille Pompi      |                            |
| 1981 | The Four Seasons                       | Claudia Zimmer     |                            |
| 1991 | Age Isn't Everything                   | Rita               |                            |
| 1993 | Italian Movie                          | Isabella           |                            |
| 1994 | I Like It Like That                    | Rosaria Linares    |                            |
| 1995 | Carmen Miranda: Bananas is my Business | ela mesma          | documentário               |
| 1995 | Angus                                  | Madame Rulenska    |                            |
| 1998 | Slums of Beverly Hills                 | Belle Abromowitz   |                            |
| 1999 | Carlo's Wake                           | Angela Torello     |                            |
| 1999 | The Puerto Ricans: Our American Story  | ela mesma          | documentário               |
| 2000 | Blue Moon                              | Maggie             |                            |
| 2001 | Piñero                                 | Miguel's Mother    |                            |
| 2003 | Casa de los Babys                      | Señora Muñoz       |                            |
| 2003 | Beyond Borders: John Sayles in Mexico  | ela mesma          | documentário               |
| 2004 | King of the Corner                     | Inez               |                            |
| 2006 | Play It By Ear                         | Ruth               |                            |
| 2014 | Rio 2                                  | Tia Mimi           | dublagem                   |
| 2021 | West Side Story                        | Valentina          | Também produtora executiva |
| 2022 | The Prank                              | Mrs. Wheeler       |                            |
| 2023 | Fast X                                 | Avó Toretto        |                            |

### Televisão
| Ano       | Título                             | Papel                                                                 | Notas                                            |
| --------- | ---------------------------------- | --------------------------------------------------------------------- | ------------------------------------------------ |
| 1958      | Father Knows Best                  | Chanthini, uma estudante de intercâmbio da Índia                      | episódio: Fair Exchange (24 de novembro de 1958) |
| 1971-1977 | The Electric Company               | Carmela Otto The Director Pandora a garota pequena, Millie a ajudante | 780 episódios                                    |
| 1974      | Dominic's Dream                    | Anita Bente                                                           |                                                  |
| 1974      | Out to Lunch                       | Vários                                                                |                                                  |
| 1976      | The Muppet Show                    | ela mesma                                                             | episódio #1.5                                    |
| 1978      | The Rockford Files                 | Rita Capkovic                                                         | 3 episódios                                      |
| 1979      | Anatomy of a Seduction             | Nina                                                                  |                                                  |
| 1979      | The Muppets Go Hollywood           | ela mesma / Apresentadora                                             | Especial                                         |
| 1981      | Evita Perón                        | Renata Riguel                                                         |                                                  |
| 1982-1983 | 9 to 5                             | Violet Newstead                                                       |                                                  |
| 1982      | Working                            | Garçonete                                                             |                                                  |
| 1982      | Portrait of a Showgirl             | Rosella DeLeon                                                        |                                                  |
| 1989-1990 | B.L. Stryker                       | Kimberly Baskin                                                       | 2 episódios                                      |
| 1994      | The Nanny                          | Miss Wickervich / Mrs. Stone                                          | episódio - The Gym Teacher                       |
| 1994-1998 | Where on Earth Is Carmen Sandiego? | Carmen Sandiego                                                       | voz                                              |
| 1994-1995 | The Cosby Mysteries                | Angie Corea                                                           | 2 episódios                                      |
| 1995      | The Wharf Rat                      | mãe                                                                   |                                                  |
| 1997-2003 | Oz                                 | Irmã Peter Marie Reimondo                                             | 44 episódios                                     |
| 1998      | The Spree                          | Irma Kelly                                                            |                                                  |
| 1999      | Resurrection                       | Mimi                                                                  |                                                  |
| 2004      | Copshop                            | Mary Alice                                                            |                                                  |
| 2005      | Law & Order: Special Victims Unit  | Mildred Quintana                                                      | episódio - "Night"                               |
| 2005      | Law & Order: Trial by Jury         | Mildred Quintana                                                      | episódio - "Day"                                 |
| 2006-2007 | Law & Order: Criminal Intent       | Frances Goren                                                         | 3 episódios                                      |
| 2007      | The George Lopez Show              | Luisa Diaz                                                            | episódio - "George Testi-Lies for Benny"         |
| 2007      | Ugly Betty                         | Tia Mirta                                                             | episódio - "A Tree Grows in Guadalajara"         |
| 2007      | Cane                               | Amalia Duque                                                          | 13 episódios                                     |
| 2010-2013 | Happily Divorced                   | Dori Newman                                                           | 34 episódios                                     |
| 2015-2016 | Jane The Virgin                    | Liliana de la Vega                                                    | 4 episódios                                      |
| 2015-2018 | Nina's World                       | Abuelita (voz)                                                        | 78 episódios                                     |
| 2017-2020 | One Day at a Time                  | Lydia Riera                                                           | 39 episódios                                     |

## Prêmios
Oscar

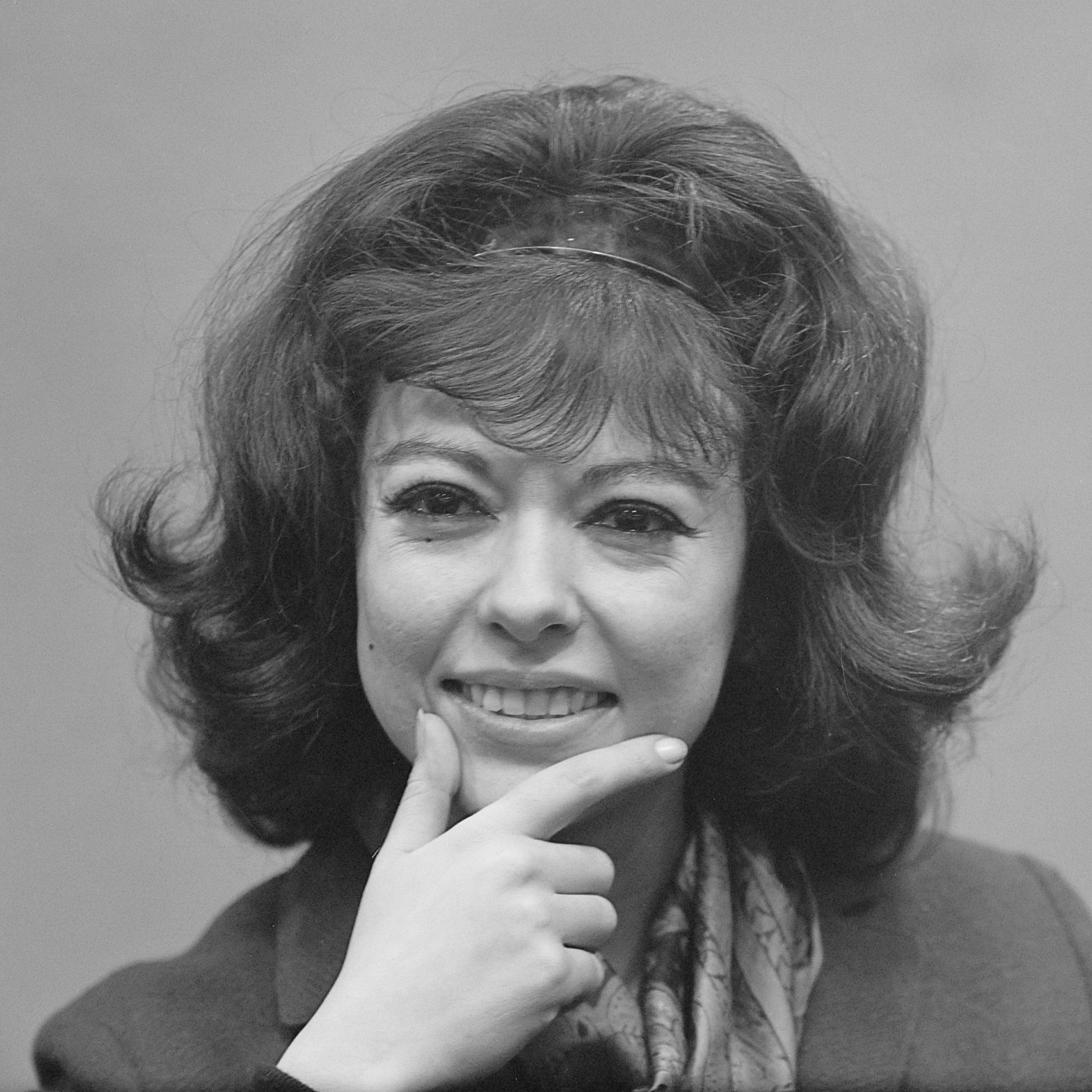
Rita Moreno em 1963

- 1961: Melhor atriz coadjuvante por West Side Story

Prêmios Globo de Ouro
- 1961: Melhor atriz coadjuvante por West Side Story

Tony Awards
- 1975: Melhor atriz coadjuvante em uma peça por The Ritz

Emmy Awards
- 1977: Melhor performance em um programa musical ou de variedades por The Muppet Show
- 1978: Melhor atriz convidada em um seriado dramático por The Rockford Files

BBC 100 Women
- 2022: eleita uma das "100 mulheres mais inspiradoras e influentes do mundo em 2022" pela BBC.[32]